# Vanellus
| G24 |

| G24 |

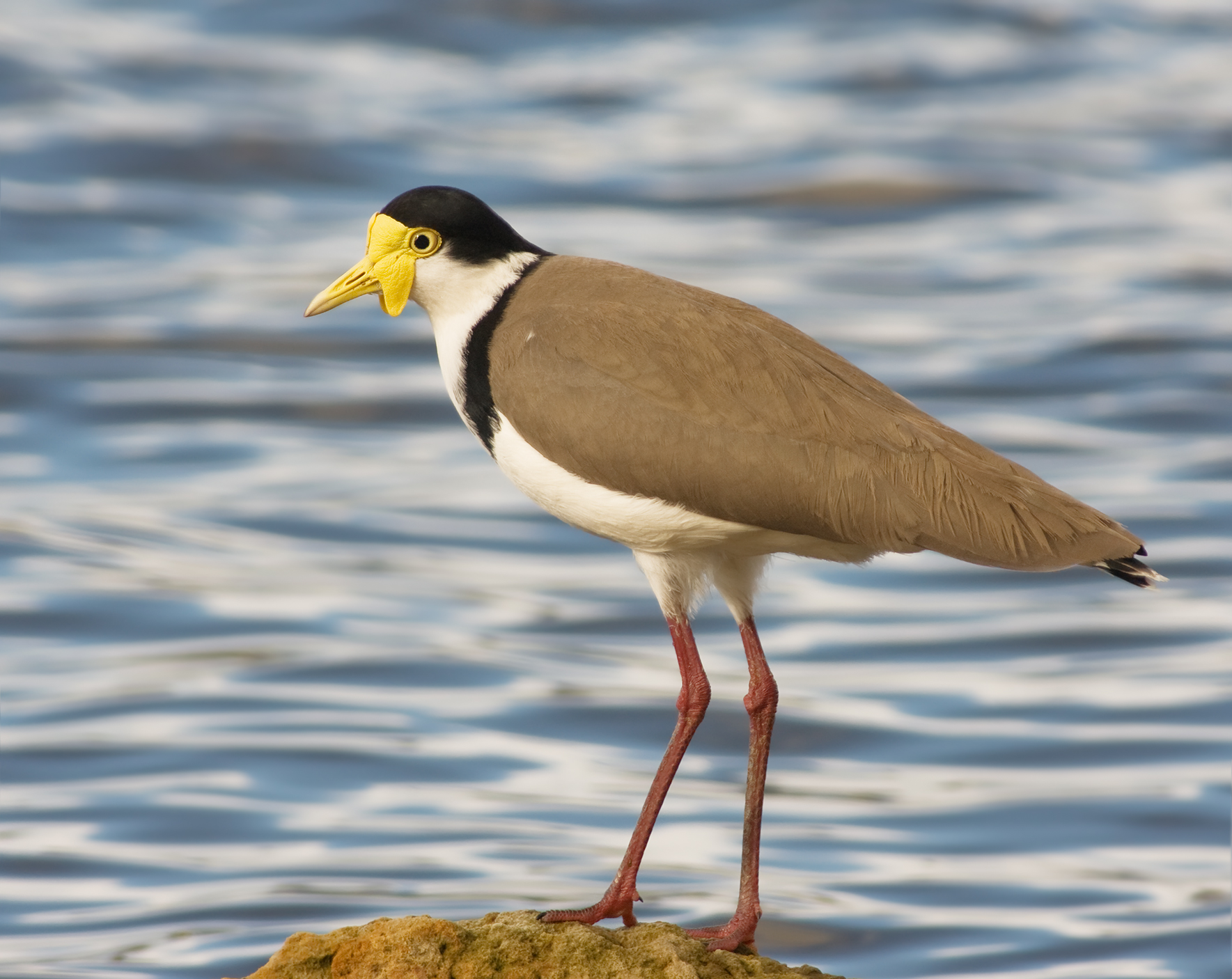
Vanellus miles novaehollandiae

Vanellus es un  género de aves Charadriiformes de la familia Charadriidae conocidos como avefrías o teros.
Hay 24 especies de Vanellus, pero las clasificaciones dentro de la subfamilia permanecen confusas. Como casos extremos, Peters reconoce 19 géneros diferentes;[cita requerida] mientras otros las ponen en un único género Vanellus. 
Son aves zancudas de tamaño medio y patas largas. Algunas especies comunes en el hemisferio norte, como Vanellus vanellus, tienen una delgada cresta, algo que comparte con solamente dos especies más.

## Especies
El género Vanellus incluye 24 especies y numerosas subespecies:
- Vanellus vanellus (Linnaeus, 1758) - Avefría europea
- Vanellus albiceps Gould, 1834 - Avefría coroniblanca
- Vanellus chilensis (Molina, 1782) - Avefría tero
- Vanellus cinereus (Blyth, 1842) - Avefría ceniza
- Vanellus coronatus (Boddaert, 1783) - Avefría coronada
- Vanellus crassirostris (Hartlaub, 1855) - Avefría palustre
- Vanellus duvaucelii (Lesson, 1826) - Avefría fluvial
- Vanellus indicus (Boddaert, 1783) - Avefría india
- Vanellus miles (Boddaert, 1783) - Avefría militar
- Vanellus spinosus (Linnaeus, 1758) - Avefría espinosa
- Vanellus tricolor (Vieillot, 1818) - Avefría tricolor
- Vanellus armatus (Burchell, 1822) - Avefría armada
- Vanellus tectus (Boddaert, 1783) - Avefría coletuda
- Vanellus malabaricus (Boddaert, 1783) - Avefría malabar
- Vanellus lugubris (Lesson, 1826) - Avefría lúgubre
- Vanellus melanopterus (Cretzschmar, 1829) - Avefría lugubroide
- Vanellus senegallus (Linnaeus, 1766) - Avefría senegalesa
- Vanellus melanocephalus (Ruppell, 1845) - Avefría pechipinta
- Vanellus superciliosus (Reichenow, 1886) - Avefría pechirrufa
- Vanellus macropterus (Wagler, 1827) - Avefría javanesa
- Vanellus gregarius (Pallas, 1771) - Avefría sociable
- Vanellus leucurus (Lichtenstein, 1823) - Avefría coliblanca
- Vanellus resplendens (Tschudi, 1843) - Avefría andina, tero serrano

Solo las especies Vanellus gregarius, V. leucurus, V. cinereus, V. gregarius, V. leucurus, V. superciliosus y V. vanellus son migratorias.
Vanellus armatus, V. chilensis, V. duvaucelii, V. resplendens y V. spinosus tienen ojos rojos y un espolón puntiagudo 
Muchas especies presentan carúnculas, que pueden ser pequeñas (Vanellus indicus, V. melanocephalus, V. tectus y V. tricolor) o grandes (V. albiceps, V. macropterus, V. miles y V. senegallus).

## Jeroglífico egipcio
En el Antiguo Egipto, la avefría o ave rejit era un jeroglífico, que se asociaba a los pueblos extranjeros. 